# Metopia labiata
Metopia labiata är en tvåvingeart som först beskrevs av Fabricius 1787.  Metopia labiata ingår i släktet Metopia och familjen köttflugor.
Artens utbredningsområde är Danmark. Inga underarter finns listade i Catalogue of Life.